# Karanji (K), Aurad
Karanji (K) là một làng thuộc tehsil Aurad, huyện Bidar, bang Karnataka, Ấn Độ.